# Seznam kubistických staveb v Praze

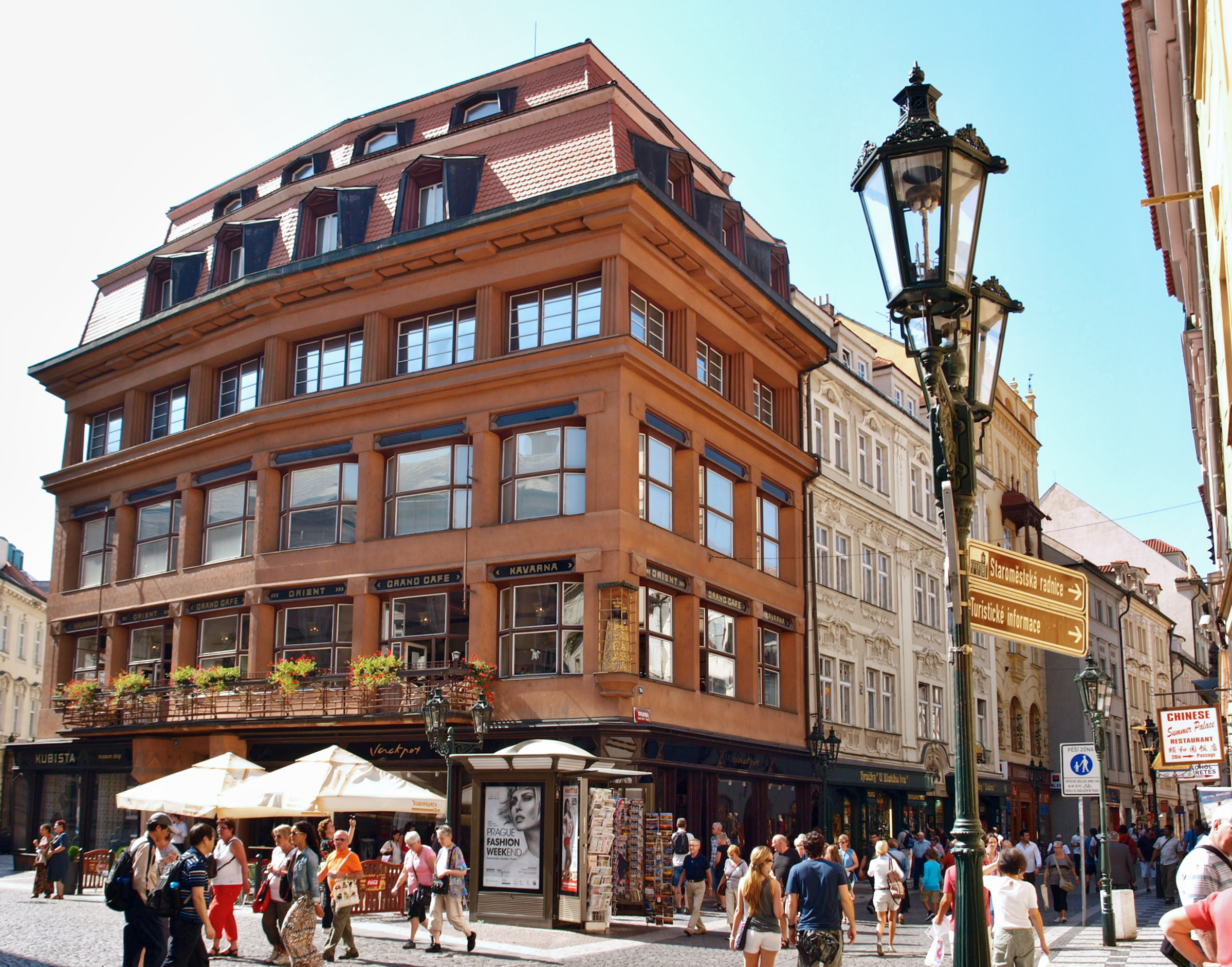
Kubistický dům U Černé Matky Boží

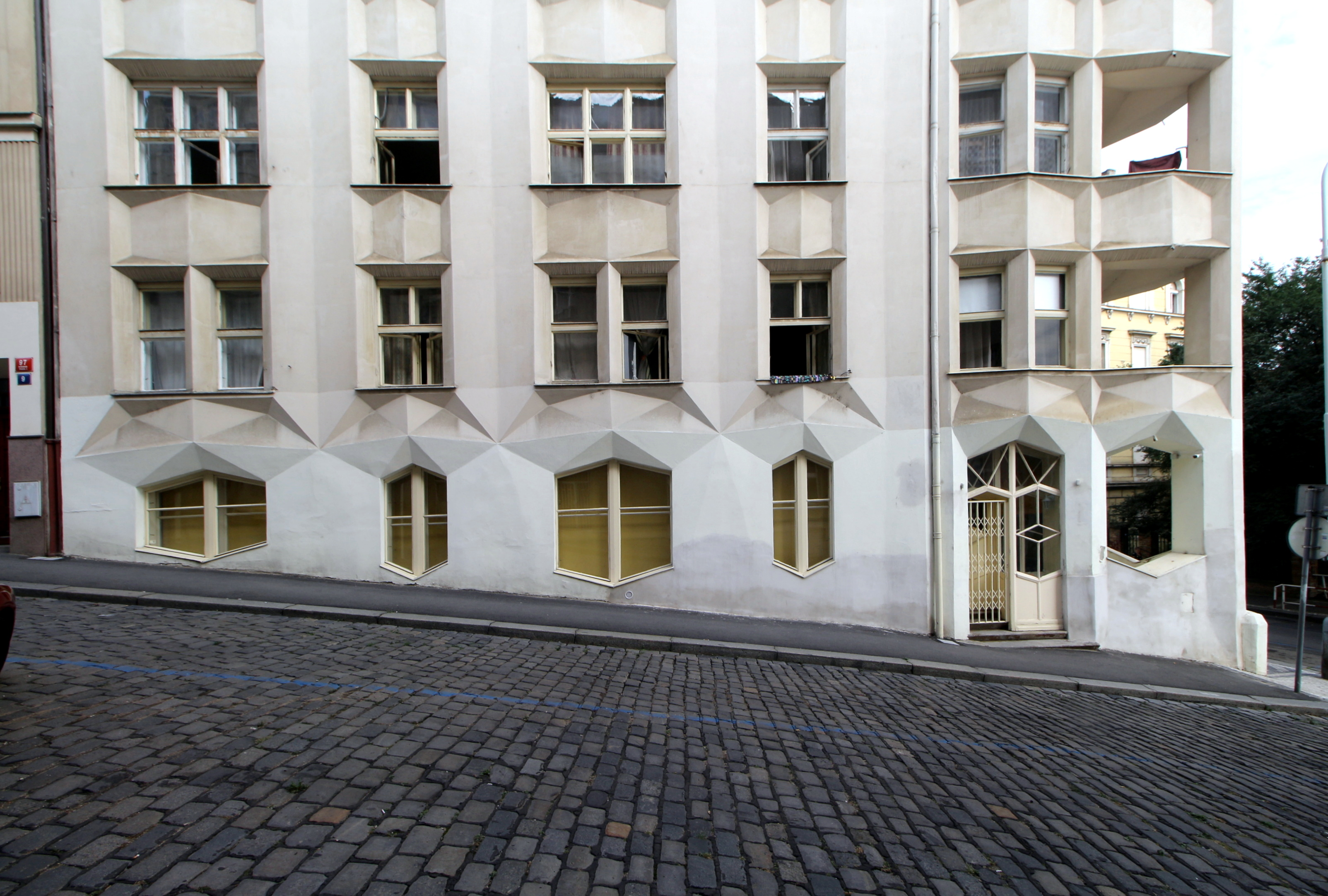
Kubistický činžovní dům na rohu Přemyslovy a Neklanovy ulice v Praze

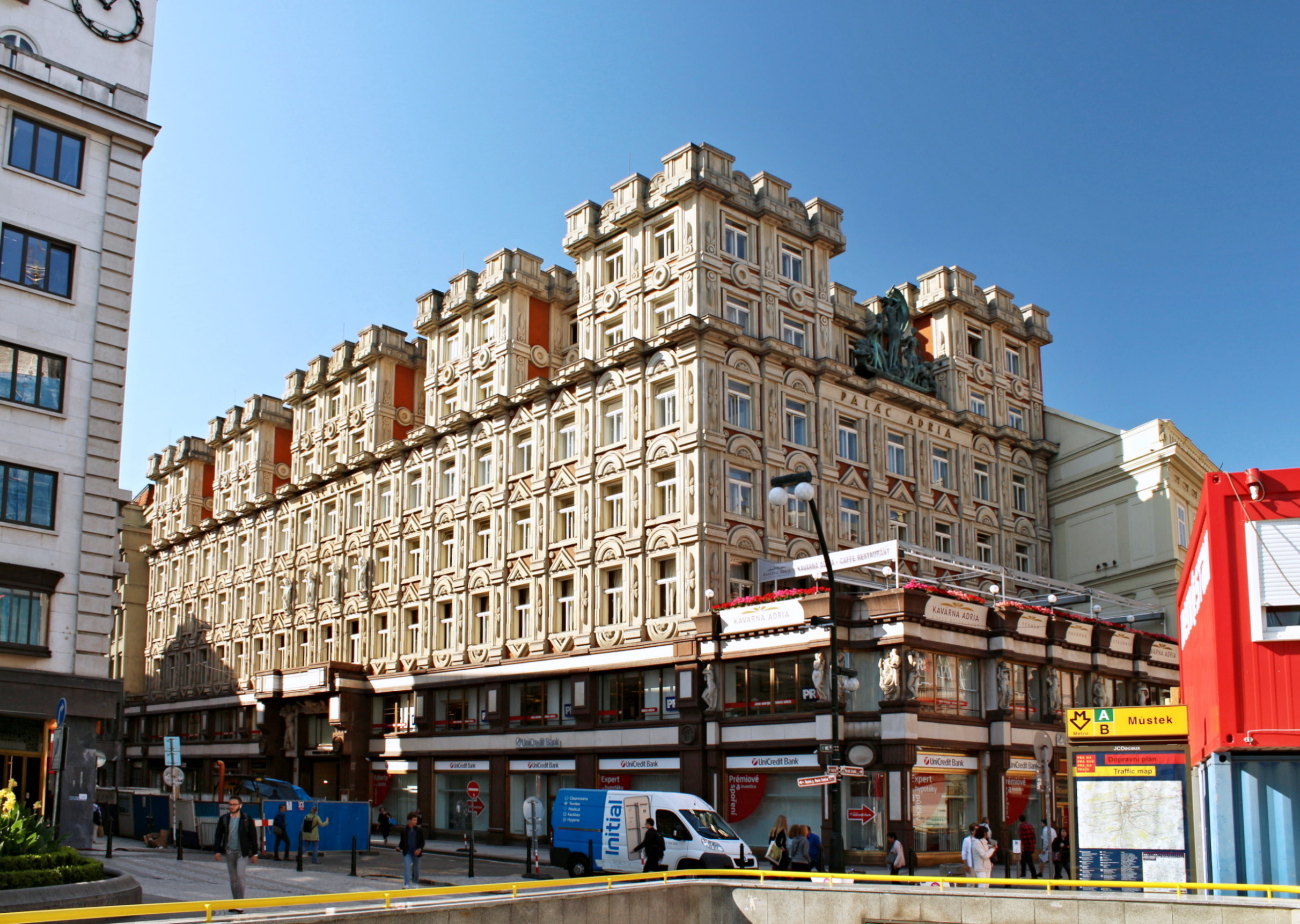
Palác Adria, představitel rondokubismu

Toto je seznam kubistických a rondokubistických objektů v Praze.
Praha je, vedle např. Hradce Králové, či Pardubic jedním z mála měst, kde se rozvinula architektura v tomto slohu. Nejvýznačnějšími kubistickými architekty byli Josef Chochol, Josef Gočár nebo Pavel Janák.
V českém prostředí se pak rozvinul ještě další zvláštní druh kubismu ve stylu Art deco: rondokubismus, a to zejména v architektuře Gočárově a Janákově, ale také v malbách Josefa Čapka.

## Kubistické objekty

### Veřejné a soukromé objekty
- Dům U Černé Matky Boží
- Kubistický činžovní dům v Neklanově ulici
- Dům Diamant
- Kovařovicova vila
- Kubistická vila na Rašínově nábřeží
- Právnická fakulta Univerzity Karlovy
- budova Ďáblického hřbitova
- Učitelské družstevní domy na Starém Městě
- Učitelský družstevní obytný dům v Holešovicích

### Duchovní objekty
- Betlémská kaple na Žižkově

### Mosty
- Hlávkův most
- Libeňský most
- Mánesův most

### Ostatní
- Kubistický kiosek ve Vrchlického sadech
- Kubistická lampa na Jungmannově náměstí, jediná kubistická lampa veřejného osvětlení na světě
- Kubistická kavárna v domě U Černé Matky Boží, jediná kubistická kavárna na světě

## Rondokubistické objekty
- Styl legiobanky – Legiobanka
- Palác Adria
- Radiopalác
- Učitelský dům na Letné